# Adrienne de Villeneuve-Bargemont
Adrienne de Villeneuve-Bargemont (Nantes, 30 octobre 1826 - Paris, 7 juin 1870) est une aristocrate, dame du palais de l'impératrice Eugénie de Montijo.  

## Biographie

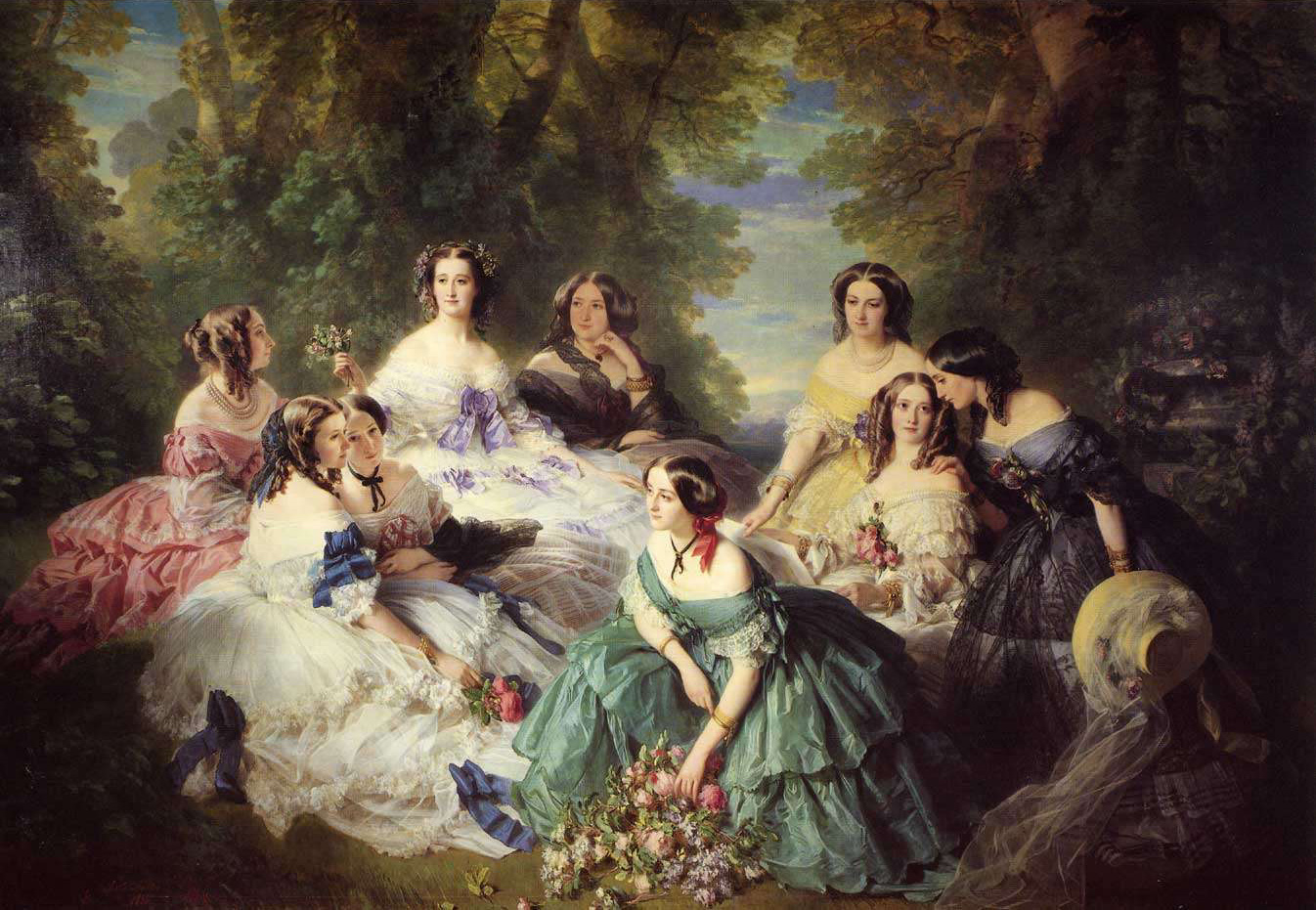
L'Impératrice Eugénie entourée de ses dames d'honneur, Franz Xaver Winterhalter, 1855.

Elle est la fille d'Alban de Villeneuve-Bargemont et d'Emma de Carbonnel de Canisy, et elle épouse Gustave Olivier Lannes de Montebello en 1846. 
En 1853, elle intègre la nouvelle cour de l'impératrice qui se composait d'une Grande-Maîtresse, d'une dame d'honneur, ainsi que de six (plus tard douze) dames du palais qui alternaient chacune une semaine de service, et dont la plupart ont été choisies par l'impératrice avant son mariage. 
Elle est décrite comme charmante et comme étant « l'une des femmes les plus agréables de la cour » . Il est aussi notée qu'elle était une catholique assidue et proche du clergé . 
Quand elle était de service à la cour, l'impératrice invitait souvent son fils à les rejoindre, et le jeune garçon composait des poèmes pour les réciter à Eugénie. Elle accompagne son époux quand il est nommé ambassadeur à Rome en 1860, où elle est décrite comme une "délicieuse ambassadrice, très populaire dans la société romaine" . Durant ses années romaines, elle retourne en France une fois par an pour remplir ses devoirs auprès de l'impératrice   . 
L'impératrice était réputée "particulièrement attachée" à elle : "Jusqu'à la fin de sa vie, l'impératrice a donné à Mme de Montebello des preuves constantes de son affection et de son intérêt, et pleurera sa mort comme celle d'une véritable amie." . Quand elle mourut, l'impératrice Eugénie confiera qu'elle ressentait désormais qu'une amie l'attendait de “l'autre côté” .
Elle meurt le 7 juin 1870 d'une maladie qui l'affectait depuis plusieurs années.
Adrienne de Villeneuve-Bargemont est une des dames d'honneur représentées avec l'impératrice Eugénie dans le célèbre tableau de Franz Xaver Winterhalter de 1855.